# Poecilotiphia parvula
Poecilotiphia parvula is een vliesvleugelig insect uit de familie Thynnidae. De wetenschappelijke naam van de soort is voor het eerst geldig gepubliceerd in 1855 door Smith.